# Вежа Пам’яті (с. Недільна)
Вежа Памяті — це бойківська 43-метрова вежа-дзвінниця, яку вінчає хрест, що знаходиться на висоті 907 метрів над рівнем моря. Цей рекорд зафіксували у Книзі рекордів України. 27 серпня 2017 року, на вершині гори Діл, що біля села Недільна Самбірського району відкрили та освятили так звану «Вежу пам'яті» — унікальну дерев'яну дзвіницю аналогів якій нема в Україні та поза її межами.
Дерев'яна споруда — це величний пам'ятник всім, хто віддав життя за волю і незалежність України, в місці, яке увійшло в історію національно-визвольної боротьби під псевдо «Київ», оскільки тривалий час було важливим осередком цієї боротьби.

## Історія
У 1943 році на горі Діл відбувся запеклий бій між 105 бійцями ОУН-УПА та 3000 німецьких загарбників. Під час цього бою загинуло 43 українські патріоти.
Місце для спорудження такого пам'ятника вибране не випадково. На горі Діл в роки Другої світової війни діяла підстаршинська школа УПА. Перші роботи на горі Діл розпочалось у 2009 році. Ідея будівництва Вежі належить уродженцю села Ігорю Піхоцькому, а втілення задуму в життя стало можливим завдяки львівському архітектору Олесю Дзиндрі, який розробив проєкт унікальної дерев'яної споруди.
Творці унікальної архітектурної пам'ятки вірять, що «Вежа Пам'яті» стоятиме до того часу, допоки наш народ пам'ятатиме і шануватиме своїх героїв, і дзвоном закликатиме не одне покоління пом'янути тих, хто загинув за свободу України.